# 누르하치의 여진 통일
13부 유갑 기병(중국어: 十三副遺甲起兵)은 누르하치가 거병한 사건으로, 할아버지와 아버지가 혼란스러웠던 시기에 명나라 총병에 의해 오살당하자, 누르하치는 선조가 남긴 13벌의 갑옷으로 복수를 하기 위해 거병하고, 평생 전쟁을 하고, 후금을 건국하고 스스로를 칸으로 칭했다.
누르하치는 여진 각 부를 통일하고, 후금 정권을 수립한 뒤, 아버지의 원수를 갚는다는 것을 "7대 한(七大恨)" 중 하나다.

## 소완부가 귀순하다
만력 16년 (1588년), 소완부장 소르고는 소속 제신과 백성들을 거느리고 귀순하였고, 누르하치는 그의 아들 비영동을 일등대신으로 삼았다.

## 완안부를 소멸하다
만력 16년 (1588년), 누르하치는 군사를 이끌고 완안을 정벌하고, 동싱아 지방을 건넜는데, 이미 날이 저물어 하늘은 별 하나 떨어지 듯 빛이 크고 밝아 병마가 모두 놀랐다. 그 후, 대군은 전진하여 완안성을 함락시키고 성주 다이두모르건

## 압록강부를 소멸하다
만력 19년 (1589년), 누르하치는 군사를 보내 장백산 압록강부를 공격해 극성을 다했다.

## 주셔리로를 모집하다
누르하치가 압록강부를 멸망시킨 후, 장백산 주셔리, 너인2로 사람들이 합류하여 예허의 군사를 이끌고 누르하치의 동계 예신들의 거쳐인 동채를 기습하여 빼앗았다. 그때 누르하치가 누각에 앉자, 여러 장수들이 그 소식을 듣고 이를 알리자 누르하치가 말했다. "그것을 기다렸다가 물이 산에 닿을 수 있단 말인가. 불은 강을 건널 수 있는가? 나와 같은 나라 사람들이 어찌 의지할 수 있겠는가? 이국엽혁으로 나를 정벌하고 물을 덮으면 반드시 하류하며, 주셔리와 너인2로 사람들이 나를 위해 모든 것을 기다리게 될 것이다."
주셔리로 주 유능액장경은 구륵산 전투에서 다른 8부와 함께 누르하치를 공격하였기 때문에 누르하치는 만력 21년 (1591년) 10월, 군사를 파견하여 보복시켰다.

## 너인로를 소멸하다

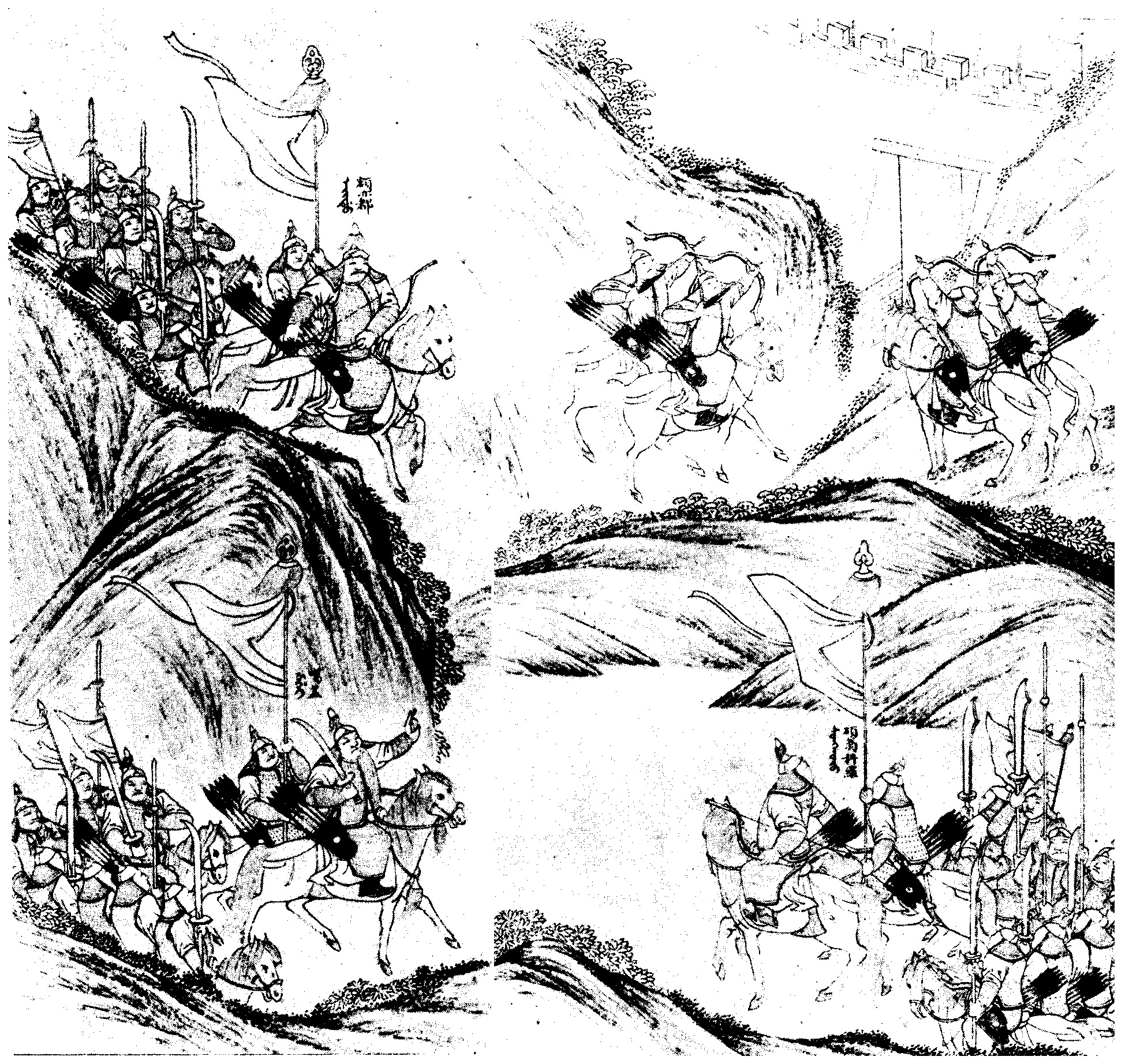
세 장군이 포다화산성을 포위 공격

너인로가 안정을 찾았을 때, 사이크시는 치자이에서 사람들을 모아 포두와 샨자이에 살았다. 윤11월, 누르하치는 어이두, 가가이, 안피양구에게 1천명의 군대를 이끌고 너인의 포두와 샨자이를 포위하도록 명령했다. 그들은 매일 공격하여 3월에 소우엔, 사이크시를 사로잡았다.